# دانييل دياز (دراج)
دانييل دياز (بالإسبانية: Heriberto Díaz) هو دراج مكسيكي، ولد في 5 يناير 1942 في Jocotepec ‏ في المكسيك.

## وصلات خارجية
- دانييل دياز على موقع أرشيف الدراجات (الإنجليزية)
- دانييل دياز على موقع إحصائيات الدراجات الإحترافية (الإنجليزية)
- دانييل دياز على موقع أوليمبيديا (الإنجليزية)